# (45299) Stivell
(45299) Stivell ist ein Asteroid des mittleren Hauptgürtels, der am 6. Januar 2000 von dem tschechischen Astronomen Miloš Tichý am Kleť-Observatorium (IAU-Code 046) bei Český Krumlov entdeckt wurde. Unbestätigte Sichtungen des Asteroiden hatte es vorher schon im November 1978 unter der vorläufigen Bezeichnung 1978 VJ9 am Palomar-Observatorium in Kalifornien gegeben.
Der Asteroid gehört zur Astraea-Familie, einer Gruppe von Asteroiden, die nach (5) Astraea benannt ist.
(45299) Stivell ist nach dem bretonischen Harfenisten Alan Stivell benannt. In der Widmung besonders hervorgehoben wurden seine Alben Telenn geltiek : Harpe celtique (1964), Renaissance de la harpe celtique (1971) und Symphonie celtique : Tír na nÓg (1979). Die Benennung erfolgte durch die Internationale Astronomische Union (IAU) am 13. November 2008.